# علي بن راشد الحارثي
علي بن راشد الحارثي هو سياسي وعسكري يمني، كان محافظاً لمحافظة شبوة منذ 29 يونيو 2017 إلى 26 نوفمبر 2018. وحمل رتبة عسكرية لواء.
| المناصب السياسية    | المناصب السياسية                                 | المناصب السياسية       |
| ------------------- | ------------------------------------------------ | ---------------------- |
| سبقه أحمد حامد لملس | محافظ محافظة شبوة 29 يونيو 2017 - 26 نوفمبر 2018 | تبعه محمد صالح بن عديو |